# Erts
Erts – miasto w Andorze, w parafii La Massana.